# We Are One (Ole Ola)
Singles de Pitbull
Wild Wild Love
(2014) Can't Get Enough
(2014)
Singles par Jennifer Lopez
I Luh Ya Papi
(2014) First Love
(2014)
Singles par Cláudia Leite
Deusas do Amor
(2014) Talento
(2014)
We Are One (Ole Ola) est une chanson du rappeur américain Pitbull en collaboration avec Jennifer Lopez ainsi que la chanteuse brésilienne Claudia Leitte. En tant qu'hymne officiel de la Coupe du monde de football de 2014, le titre est présent sur la compilation One Love, One Rhythm.
La chanson a été écrite par Pitbull, Thomas Troelsen, Jennifer Lopez, Claudia Leitte, Daniel Murcia, Sia Furler, Lukasz "Dr. Luke" Gottwald, Henry "Cirkut" Walter et RedOne. Malgré cela, la chanson a reçu une critique négative par les brésiliens et les fans de football la disant pauvre et ennuyeuse pour un hymne de Coupe du Monde par rapport à Waka Waka de Shakira en 2010.

## Sortie du single
Le 22 janvier 2013, FIFA et Sony Music Entertainment ont annoncé que We Are One (Ole Ola) serait la chanson officielle de la Coupe du Monde 2014. À cette occasion, Pitbull a dit : « Je suis honoré de joindre Jennifer Lopez et Claudia Leitte à la Coupe du Monde pour rassembler le monde. J'espère vraiment que ce jeu et le pouvoir de la musique va aider à nous unifier, parce que nous sommes meilleurs lorsque nous sommes un, unis »[réf. nécessaire].
Jennifer Lopez a dit que Pitbull lui a proposé de rejoindre la chanson : « Je ne peux prendre de l'argent pour ça. C'était un des appels de Pitbull. Il avait l'enregistrement et il a dit "Je pense que ça peut être bien pour la Coupe du Monde, tu veux le faire avec moi ?" et j'ai fait "Oui, bien sûr »[réf. nécessaire].

## Accueil critique
Carl Williott du site Idolator estime que la place de Pitbull est trop importante, tandis que celle de J-Lo et de Leitte trop faible. Judy Cantor-Navas de Billboard décrit la chanson comme « étonnamment aérée »[Quoi ?]. La chanson a reçu des critiques ouvertes de Brésiliens et de fans de football, en particulier sur son clip et les paroles, considérés comme « un tas de clichés »[réf. nécessaire] et incapable de rendre hommage au riche patrimoine musical du Brésil.

## Performances en live
Pitbull, Jennifer Lopez et Claudia Leitte ont interprété "We Are One (Ole Ola)" au Billboard Music Awards le 18 mai 2014. Ils ont également interprété la chanson de la Coupe du Monde 2014 de la FIFA à la cérémonie d'ouverture le 12 juin dans l'arène du Club Corinthians à São Paulo, juste avant le match opposant le Brésil à la Croatie. Cependant, à cause des bruits faits par les danseurs et la mauvaise acoustique du stade, les spectateurs ont eu du mal à entendre les voix.

## Classement hebdomadaire
| Classement (2014)                        | Meilleure position |
| ---------------------------------------- | ------------------ |
| Allemagne (Media Control AG)             | 6                  |
| Australie (ARIA)                         | 61                 |
| Autriche (Ö3 Austria Top 40)             | 6                  |
| Belgique (Flandre Ultratop 50 Singles)   | 2                  |
| Belgique (Wallonie Ultratop 50 Singles)  | 1                  |
| Canada (Hot 100)                         | 51                 |
| Corée du Sud (Gaon International)        | 15                 |
| Croatie (Airplay Radio Chart)            | 17                 |
| Danemark (Tracklisten)                   | 16                 |
| Écosse (OCC)                             | 27                 |
| Espagne (PROMUSICAE)                     | 4                  |
| États-Unis (Hot 100)                     | 59                 |
| États-Unis (Latin Pop Airplay)           | 26                 |
| Finlande (Suomen virallinen latauslista) | 5                  |
| France (SNEP)                            | 3                  |
| Hongrie (Rádiós Top 40)                  | 28                 |
| Hongrie (Single Top 40)                  | 1                  |
| Irlande (IRMA)                           | 24                 |
| Israël (Media Forest)                    | 2                  |
| Italie (FIMI)                            | 2                  |
| Japon (Hot 100)                          | 12                 |
| Luxembourg (Digital Songs)               | 2                  |
| Pays-Bas (Nederlandse Top 40)            | 11                 |
| Norvège (VG-lista)                       | 15                 |
| Pologne (ZPAV)                           | 12                 |
| Pologne (Dance Top 50)                   | 6                  |
| Tchéquie (IFPI Rádio)                    | 19                 |
| Russie (NFPP)                            | 6                  |
| Royaume-Uni (UK Singles Chart)           | 29                 |
| Slovaquie (IFPI Rádio)                   | 40                 |
| Suède (Sverigetopplistan)                | 52                 |
| Suisse (Schweizer Hitparade)             | 2                  |
| Suisse (Romandie)                        | 1                  |